# Брошура
Брошурата (на френски: brochure, от brocher – зашиване), понякога наричана и памфлет е непериодично текстово книжно издание, представляващо малка книга, обикновено от няколко страници, без твърда корица. Брошурата е вид рекламно издание. Има и образователни брошури. Тя дава информация за предлаганите услуги или продукти. Има както цветни, така и черно-бели брошури. Някои са напечатани на вестникарска хартия, докато други на цветна гланцирана хартия. Съединяването на страниците става по най-разнообразни способи.